# Eleição para governador do Tennessee em 2014
A Eleição para Governador do Tennessee de 2014 ocorreu no dia 4 de novembro de 2014, e resultou na reeleição do governador republicano Bill Haslam. As primárias Republicanas e Democratas ocorreram no dia 7 de agosto de 2014 com os vencedores sendo Bill Haslam e Charles Brown, respectivamente.

## Candidatos

### Primárias Republicanas
- Bill Haslam- Governador incumbente[3]
- Mark "Coonrippy" Brown[4]
- Basil Marceaux
- Donald McFolin, candidato a governador independente de 2010[1]

### Primárias Democratas
- Charles Brown, engenheiro aposentado e candidato a governador em 2002.[1]
- Kennedy Spellman Johnson[1]
- John McKamey, antigo comissário do condado de Sullivan
- Ron Noonan[1]

#### Resultados
| Partido | Partido     | Candidato              | Votos   | Votos (%) |
| ------- | ----------- | ---------------------- | ------- | --------- |
|         | Republicano | Bill Haslam            | 570 997 | 87,68%    |
|         | Republicano | Mark "Coonrippy" Brown | 44 165  | 6,78%     |
|         | Republicano | Donald Ray McFolin     | 22 968  | 3,53%     |
|         | Republicano | Basil Marceaux         | 13 117  | 2,01%     |
| Totais  | Totais      | Totais                 | 651 247 |           |

| Partido | Partido   | Candidato                | Votos   | Votos (%) |
| ------- | --------- | ------------------------ | ------- | --------- |
|         | Democrata | Charles Brown            | 95 114  | 41,71%    |
|         | Democrata | John McKamey             | 59 200  | 25,96%    |
|         | Democrata | Kennedy Spellman Johnson | 55 718  | 24,44%    |
|         | Democrata | Ron Noonan               | 17 993  | 7,89%     |
| Totais  | Totais    | Totais                   | 228 025 |           |

### Independentes ou de outros partidos
- Steven Coburn (Independente)[1]
- Shaun Crowell (Partido da Constituição)
- John Jay Hooker (Independente)- foi candidato democrata nas eleições de 1970 e 1998.
- Isa Infante (Partido Verde)
- Daniel Towers Lewis (Libertário)

## Pesquisas eleitorais
| Data       | Instituto           | Bill Haslam | Charles Brown | Indecisos |
| ---------- | ------------------- | ----------- | ------------- | --------- |
| 12/08/2014 | Rasmussen Reports   | 55%         | 30%           | 9%        |
| 02/09/2014 | CBS News/NYT/YouGov | 56%         | 29%           | 11%       |
| 01/10/2014 | CBS News/NYT/YouGov | 60%         | 28%           | 11%       |
| 23/10/2014 | CBS News/NYT/YouGov | 58%         | 30%           | 11%       |

## Resultados
| Partido | Partido      | Candidato       | Votos     | Votos (%) |
| ------- | ------------ | --------------- | --------- | --------- |
|         | GOP          | Bill Haslam     | 951 796   | 70,31%    |
|         | DP           | Charles Brown   | 309 237   | 22,84%    |
|         | Independente | John Jay Hooker | 30 579    | 2,26%     |
|         | CP           | Shaun Crowell   | 26 580    | 1,96%     |
|         | GP           | Isa Infante     | 18 570    | 1,37%     |
|         | Independente | Outros          | 16 933    | 1,25%     |
| Totais  | Totais       | Totais          | 1 353 695 |           |